# Dryopteris pulvinulifera
Dryopteris pulvinulifera är en träjonväxtart som först beskrevs av Richard Henry Beddome, och fick sitt nu gällande namn av O. Kze. Dryopteris pulvinulifera ingår i släktet Dryopteris och familjen Dryopteridaceae. Inga underarter finns listade.